# جاده ئی۶۰۷ اروپا
جاده ئی۶۰۷ اروپا (به انگلیسی: European route E607) یکی از جاده‌های درجه ۲ قاره اروپا است.
این جاده که در کشور فرانسه قرار دارد از شهر دیژوین شروع شده و در شهر شالون-سور-سون به پایان می‌رسد.